# 異物反応
異物反応 (いぶつはんのう、英: Foreign body reaction) とは、体内に侵入した異物に対して起こる自然免疫系に属する炎症反応の一種である。異物巨細胞が見られることを特徴とする。

## 概要
異物反応とは、体内に侵入した異物の周辺で起こる一連の免疫反応のことである。生体内に異物が侵入すると周辺に炎症が発生するが、特に異物の表面には貪食細胞が集積する。1週間以上にわたり炎症が継続すると、異物表面に線維組織が形成され異物を生体から隔離する(被包化)。この時、異物表面にはマクロファージおよびこれが合一した異物巨細胞が見られる。

## 機構
体内に異物が侵入すると補体系が活性化され、アナフィラトキシンが生成される。アナフィラトキシンは肥満細胞の脱顆粒を促し、炎症を引き起こす。この時放出されるヒスタミンには貪食細胞に対する走化性を持つ。誘導された貪食細胞は異物表面に吸着するが、異物が10μmより大きい場合はマクロファージは異物巨細胞へと合一する。吸着したマクロファージおよび異物巨細胞は、異物表面に細胞膜で囲われた微小環境を形成し、ここに活性酸素種などを放出することにより異物の分解を試みる。また、これらの単球系細胞はTGF-βを産生し、線維芽細胞によるコラーゲンの産生を促す。